# Graffias
Graffias (beta1 Scorpii) is een heldere ster in het sterrenbeeld Schorpioen (Scorpius).
De ster staat ook bekend als Grafias, Grassias, Acrab, Akrab en Elacrab.
De ster is een complexe spectroscopisch meervoudige ster met onder andere een omlooptijd van 6,8 dagen. Door middel van een maanbedekking en spikkelinterferometrie is bepaald dat de C-ster (die zelf op 13,6" van de hoofdster staat) partners heeft op 0,001" (magnitude 4,3) en op 0,129 (magnitude 7,6). Bedekkingen door Jupiter en Io in 1971 wezen op een component die 2,5 magnitude zwakker is en op 0,1" afstand staat.